# Archicnephasia hartigi
Archicnephasia hartigi är en fjärilsart som beskrevs av Józef Razowski 1983. Archicnephasia hartigi ingår i släktet Archicnephasia och familjen vecklare. Inga underarter finns listade i Catalogue of Life.